# Лісабонська в'язниця
38°43′51″ пн. ш. 9°09′31″ зх. д. / 38.7308° пн. ш. 9.1587388888889° зх. д.
Лісабонська тюремна установа — в'язниця, розташована в муніципалітеті Лісабона.
Її місткість становить 1300 ув'язнених  і вона перебуває під наглядом Лісабонського суду з питань виконання покарань.
Саме в цій установі відбувається дія роману Альваро Куньяла під псевдонімом Мануель Тіаго «Шестипроменева зірка», тому що, дивлячись зверху, з шістьма крилами заклад нагадує зірку.
Очікується, що Лісабонську в'язницю закриють у 2026 році. 880 ув'язнених, які відбувають покарання у 2022 році, переведуть до інших колоній .

## Склад установи
Лісабонська тюремна установа  складається з таких будівель:
- Будівля прохідної та приміщення для діяльності та перебування тюремної охорони;
- Головний корпус, де працюють дирекція пенітенціарної установи, начальники корпусу охорони, техніки різних функціональних сфер та адміністративно-допоміжні служби;
- Територія в’язниці — Редондо та тюремні крила;
- Зона обслуговування (кухня, кладова, пральня, котельня, майстерні та ін.);
- Клінічні послуги;
- Messe do Pessoal.

## Зовнішні посилання
- Сторінка Генерального директорату реінтеграції та пенітенціарних служб (DGRSP), який оновить DGSP - Генеральний директорат пенітенціарних служб
- Estabelecimento Prisional de Lisboa // Ulysses. Direção-Geral do Património Cultural. в   Генерального
- IPA.00007815 в SIPA – Інформаційна система архітектурної спадщини
- Стаття на сайті Асоціації адвокатів

| Прапор Португалії | Це незавершена стаття про Португалію. Ви можете допомогти проєкту, виправивши або дописавши її. |